# T-80U
T-80Uはソビエト連邦・ロシア連邦の戦車である。

## 開発
ソ連が1955年から開発に着手し、T-64への搭載を目論んだものの、果たすことはできなかったガスタービンエンジンの装備を目的として、1968年からレニングラード・キーロフスキー工場設計局（KB-LKZ）がオブイェークト219（Ob219）の開発に取り組んだ。Ob219はその後T-80として制式化が行なわれ、ソ連は念頭のガスタービンエンジン実用化に成功したものの、その耐用命数は僅か500時間と短く、さらには初期故障と燃費の悪さも問題であったため、1982年に改良型ガスタービンエンジンGTD-1000M（1,200馬力）を搭載したT-80Aが開発された。そして、この開発で得られたノウハウを元として、1983年から生産されたのがT-80Bである。
T-80は最新鋭戦車として申し分の無い攻撃力・機動力を有していたが、複雑な構造で、かつ燃費の悪いガスタービンエンジンを装備したことにより整備性・経済性が著しく劣った主力戦車となってしまった。また、1980年代になって新たに登場した西側諸国の主力戦車に対抗すべく、T-80Bの更なる改良が求められた。こうした要求から、KB-LKZでは1980年代半ばからT-80Aを基に改良型ガスタービンや爆発反応装甲を搭載した試作戦車オブイェークト219ASを製作。これがT-80Uとして制式採用され、1985年から生産に入った。

## 構成

### 車体
車体の基本的な構成はT-80と同じだが、防御力向上のために装甲の大部分が換装・追加されている。砲塔周囲やサイドスカート、車体前部下面にはエンジンへの粉塵の侵入を防ぐほか、HEAT弾対策のために金網入ゴム板が追加装備され、外観がT-80と大きく異なった感がある。爆発反応装甲も新型の「コンタークト5」に換装されている。車内の内張りには水素吸蔵合金が封入されているが、これは中性子爆弾対策だと考えられている。
1997年から生産が開始されたT-80UM-1では、対戦車ミサイル回避のための、ミサイル警報装置が赤外線照射を感知すると自動的にフレアを放出するソフトキル型アクティブ防護システム(APS)の「シュトーラ1」「シュトーラ2」や、レーザー照射を感知すると感知した方向に対戦車ミサイルを無力化する擲弾を自動的に投射するハードキル型のアクティブ防護システム(APS)「アリーナ」の装備も可能になっている。
試作車では、エンジンに燃費や整備性を向上させたGTD-1000 TF（1,000馬力）を搭載していたが、量産型では出力も向上させたGTD-1250（1,250馬力）を搭載した。さらに、新型ガスタービンエンジンが失敗した際のために、T-64に搭載されていた2ストローク対向ピストン5気筒5気筒液冷ターボチャージドディーゼルエンジン5TPDを6気筒化した6TPDディーゼルエンジンを搭載したオブイェークト478Bがオブイェークト219ASと同時に開発されていたが、こちらもT-80UDとして採用された。当初搭載していた6TDはT-80Uに比べて燃費がはるかに優れる一方で若干馬力が不足気味であったが、後に出力を向上した6TD-2、8TDを搭載したT-80UDも製造されている。

### 武装
T-64以降のソ連戦車の特徴である主砲発射型対戦車ミサイルは、T-80BVで運用可能になった9K112-1 コブラの改良型である9K119M レフレークス（AT-11 スナイパー）の運用能力を有する。
射撃管制装置は新型の1A42に換装されており、劣化ウラン弾芯を備えるAPFSDS弾3BM32を用いることで、その貫通力は射程2,000mで450mm（垂直装甲板）にも達している。

## 比較
|          | T-14                                      | T-90                                      | T-80U                                                       | T-80                               |
| -------- | ----------------------------------------- | ----------------------------------------- | ----------------------------------------------------------- | ---------------------------------- |
| 画像     |                                           |                                           |                                                             |                                    |
| 世代     | 第3.5世代                                 | 第3世代                                   | 第3世代                                                     | 第3世代                            |
| 全長     | 10.8 m                                    | 9.53 m                                    | 9.55 m                                                      | 9.55 m                             |
| 全幅     | 3.5 m                                     | 3.78 m                                    | 3.6 m                                                       | 3.6 m                              |
| 全高     | 3.3 m                                     | 2.23 m                                    | 2.2 m                                                       | 2.2 m                              |
| 重量     | 55 t                                      | 46.5 t                                    | 46 t                                                        | 42.5 t                             |
| 主砲     | 2A82-1M 125mm滑腔砲                       | 2A46M/2A46M-5 51口径125mm滑腔砲           | 2A46M-1/2A46M-4 51口径125mm滑腔砲                           | 2A46M-1/2A46M-4 51口径125mm滑腔砲  |
| 装甲     | 複合+爆発反応+ケージ （外装式モジュール） | 複合+爆発反応+ケージ （外装式モジュール） | 複合+爆発反応 （外装式モジュール）                          | 複合+爆発反応 （外装式モジュール） |
| エンジン | 液冷4ストローク X型12気筒ディーゼル       | 液冷4ストローク V型12気筒ディーゼル       | ガスタービン or 液冷2ストローク 対向ピストン6気筒ディーゼル | ガスタービン                       |
| 最大出力 | 1,350 - 2,000 hp                          | 840 - 1,130 hp                            | 1,000 - 1,250 hp                                            | 1,000 - 1,250 hp                   |
| 最高速度 | 80 – 90 km/h                              | 65 km/h                                   | 70 km/h                                                     | 70 km/h                            |
| 懸架方式 | 不明                                      | トーションバー                            | トーションバー                                              | トーションバー                     |
| 乗員数   | 3名                                       | 3名                                       | 3名                                                         | 3名                                |
| 装填方式 | 自動                                      | 自動                                      | 自動                                                        | 自動                               |

|          | T-72                                | T-64                                                       | T-62                                | T-55                                | T-54                                |
| -------- | ----------------------------------- | ---------------------------------------------------------- | ----------------------------------- | ----------------------------------- | ----------------------------------- |
| 画像     |                                     |                                                            |                                     |                                     |                                     |
| 世代     | 第2.5世代 （B型以降第3世代）        | 第2.5世代                                                  | 第2世代                             | 第1世代                             | 第1世代                             |
| 全長     | 9.53 m                              | 9.2 m                                                      | 9.3 m                               | 9.2 m                               | 9 m                                 |
| 全幅     | 3.59 m                              | 3.4 m                                                      | 3.52 m                              | 3.27 m                              | 3.27 m                              |
| 全高     | 2.19 m                              | 2.2 m                                                      | 2.4 m                               | 2.35 m                              | 2.4 m                               |
| 重量     | 41.5 t                              | 36～42 t                                                   | 41.5 t                              | 36 t                                | 35.5 t                              |
| 主砲     | 2A46M/2A46M-5 51口径125mm滑腔砲     | 2A21 55口径115mm滑腔砲 2A46M 51口径125mm滑腔砲 （A型以降） | U-5TS（2A20） 55口径115mm滑腔砲     | D-10T 56口径100mmライフル砲         | D-10T 56口径100mmライフル砲         |
| 装甲     | 複合 （B型以降爆発反応装甲追加）    | 通常                                                       | 通常                                | 通常                                | 通常                                |
| エンジン | 液冷4ストローク V型12気筒ディーゼル | 液冷2ストローク 対向ピストン5気筒ディーゼル                | 液冷4ストローク V型12気筒ディーゼル | 液冷4ストローク V型12気筒ディーゼル | 液冷4ストローク V型12気筒ディーゼル |
| 最大出力 | 780 - 1,130 hp/2,000 rpm            | 700 hp/2,000 rpm                                           | 580 hp/2,000 rpm                    | 580 hp/2,000 rpm                    | 520 hp/2,000 rpm                    |
| 最高速度 | 60 km/h                             | 65 km/h                                                    | 50 km/h                             | 50 km/h                             | 50 km/h                             |
| 懸架方式 | トーションバー                      | トーションバー                                             | トーションバー                      | トーションバー                      | トーションバー                      |
| 乗員数   | 3名                                 | 3名                                                        | 4名                                 | 4名                                 | 4名                                 |
| 装填方式 | 自動                                | 自動                                                       | 手動                                | 手動                                | 手動                                |

## 運用

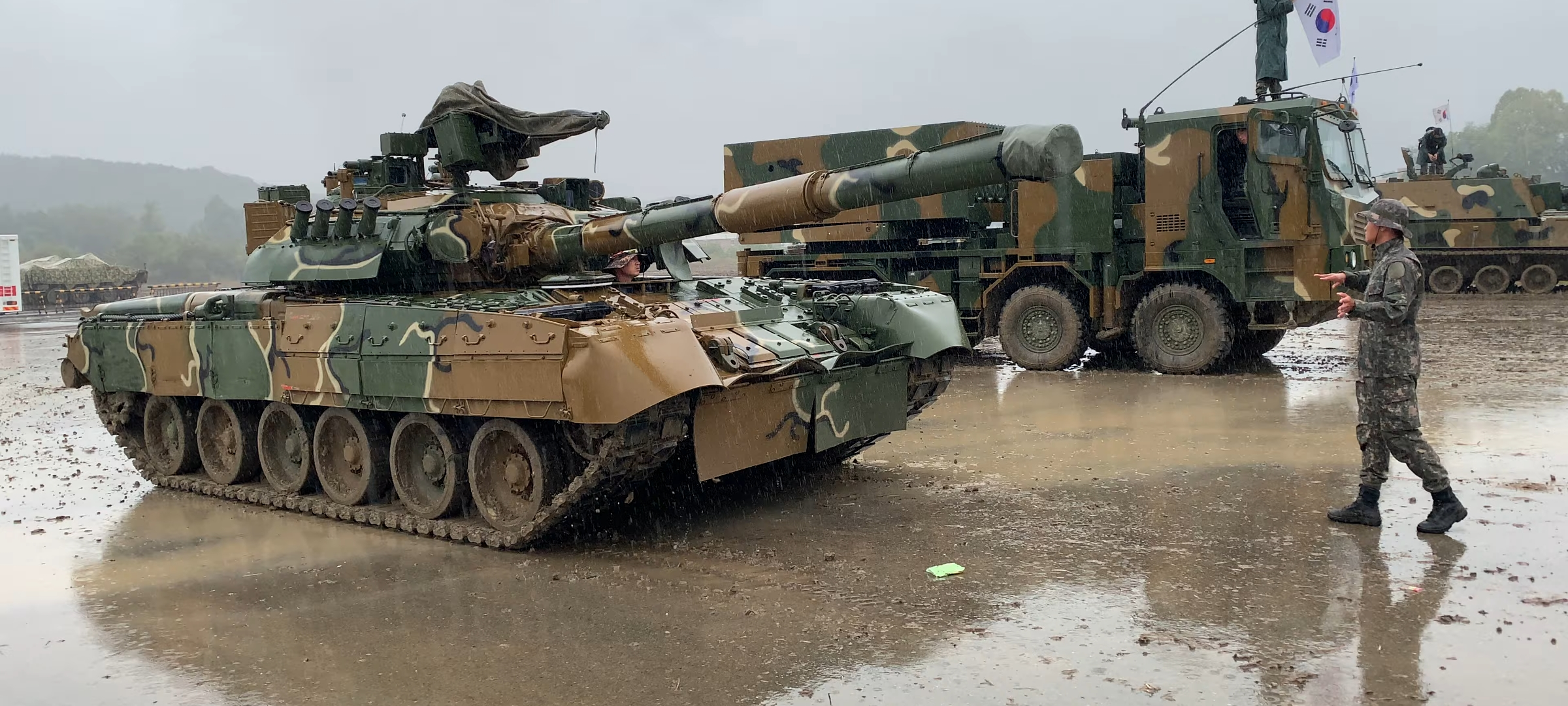
韓国軍のT-80U

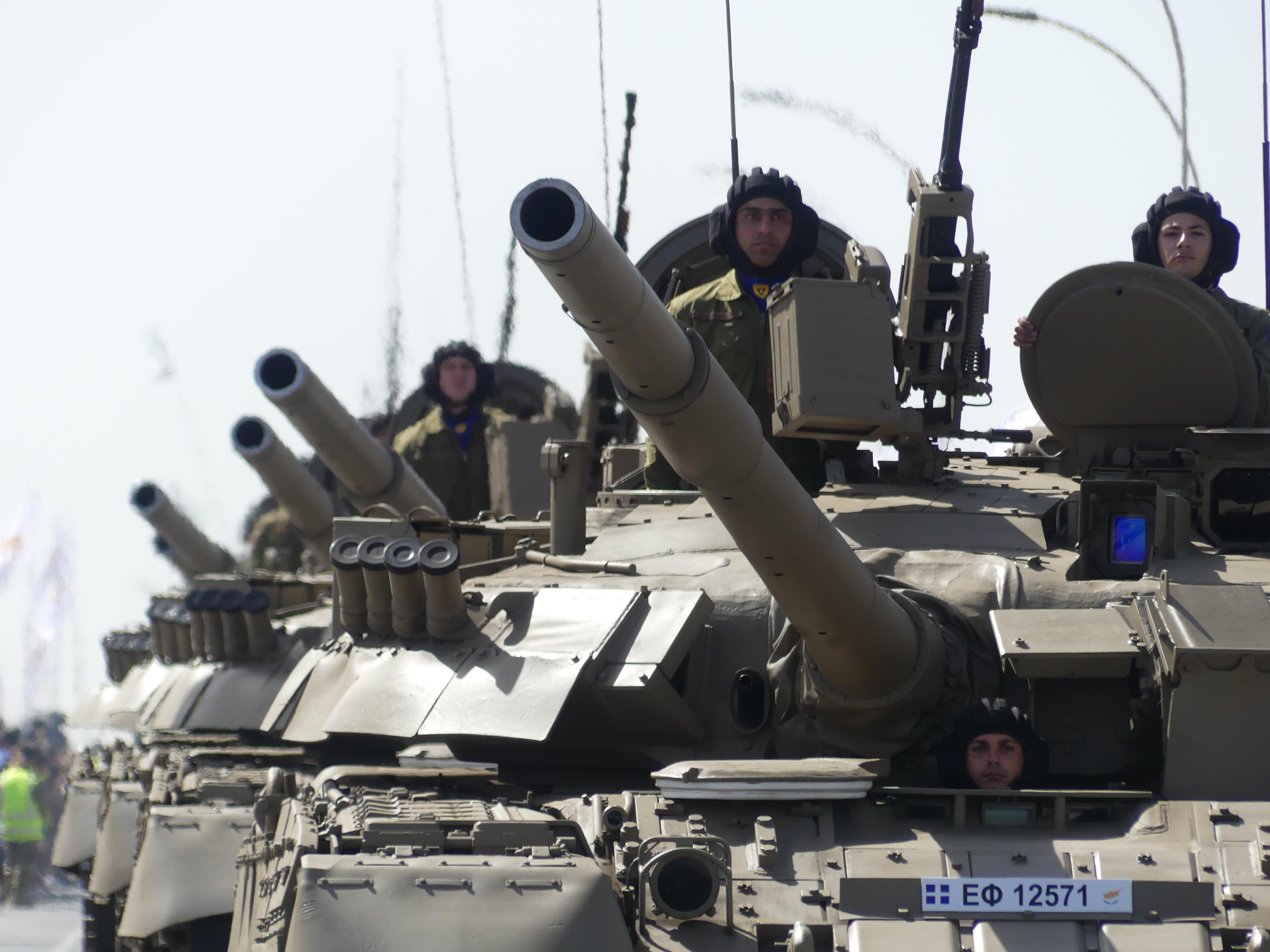
キプロス軍のT-80U

T-80Uは1980年代後半からソ連地上軍に配備されていき、ソ連8月クーデターの際にクーデター側の戦車部隊として初の出動を行った。西側諸国では、1989年5月9日の対独戦勝記念軍事パレードで初めてタービンを6気筒ターボチャージド水平対向ディーゼルエンジンに換装したT-80UDの存在が知られたが、当時はT-80に替わる新型戦車と考えられてSMT-1989（SMTはSoviet's Main Tank = 「ソビエト主力戦車」の略）と呼ばれていた。
T-80の改良型として、ロシア語で改良を表すUの接尾記号が与えられて完成したT-80Uであったが、ソビエト連邦の崩壊による生産拠点の分散や経済不振による予算不足により、T-80Uの生産・配備はT-80と共に非常に低調なものになってしまった。ロシア陸軍では予算不足により、T-80・T-80Uよりも後に開発され、かつ低コストのT-90の配備が優先された。
他のロシア製兵器と同様に、T-80Uも他国への売込みが積極的に行なわれている。T-72のアップグレード版であるT-90に比べて少数だが、現在までにアラブ首長国連邦、キプロス、パキスタン、大韓民国、中華人民共和国、イエメンがT-80UDを購入している。
大韓民国陸軍では、対ソ連援助借款返済の一環として採用され、当初は戦車学校で朝鮮人民軍を模した仮想敵部隊として運用されていたが、現在は通常の戦車部隊である第3機甲旅団に配備されている。
イギリスとアメリカ合衆国も研究用に数輌を入手している。
T-80UDのエンジンを6TD-2（1,200馬力）に換装するなどし、ウクライナのハルキウで生産されているものが改良型のT-84である。
2022年ロシアのウクライナへの侵攻に際して、ロシア軍側の多数のT-80Uが鹵獲または撃破されている。

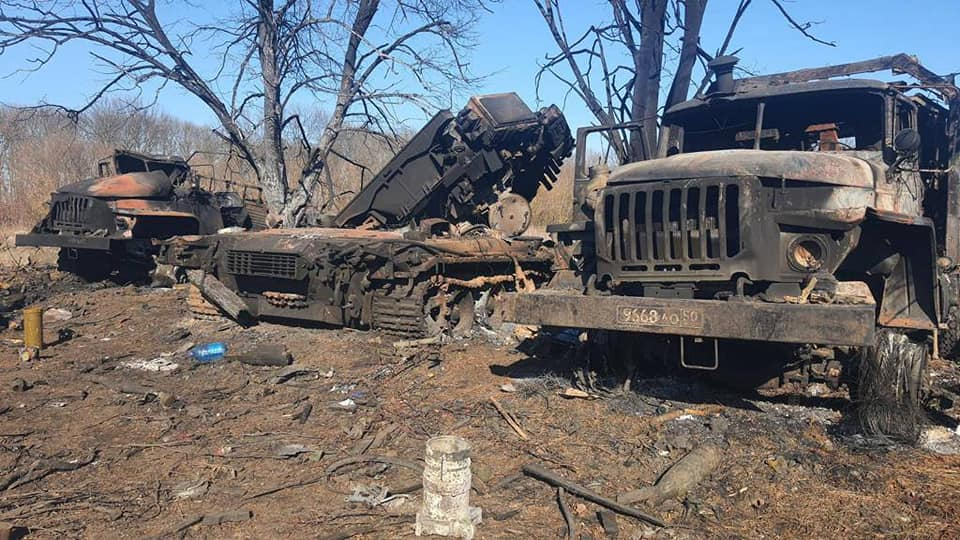
スームィ州トロスチャネツ近郊でウクライナ軍に撃破されたT-80UM-2（2022年3月17日）

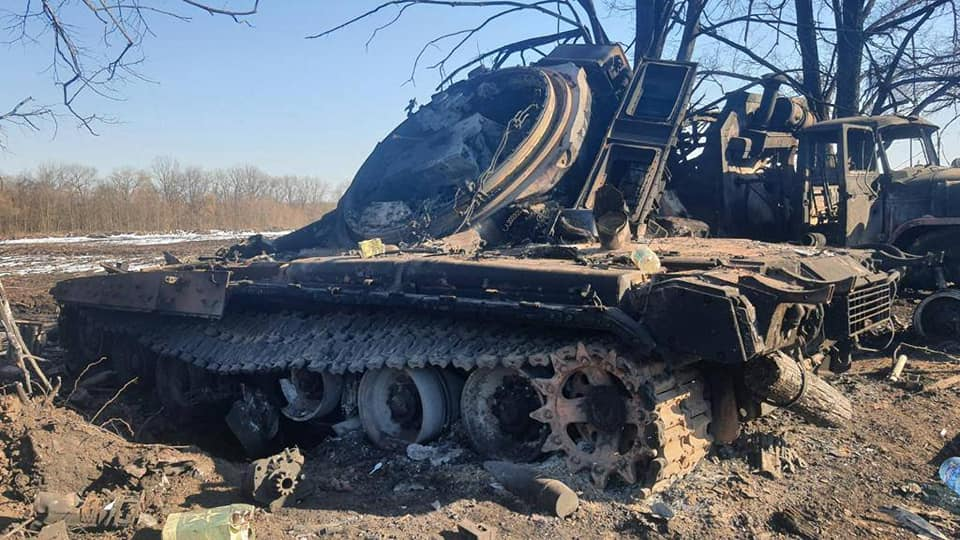
上記の別アングル

## バリエーション

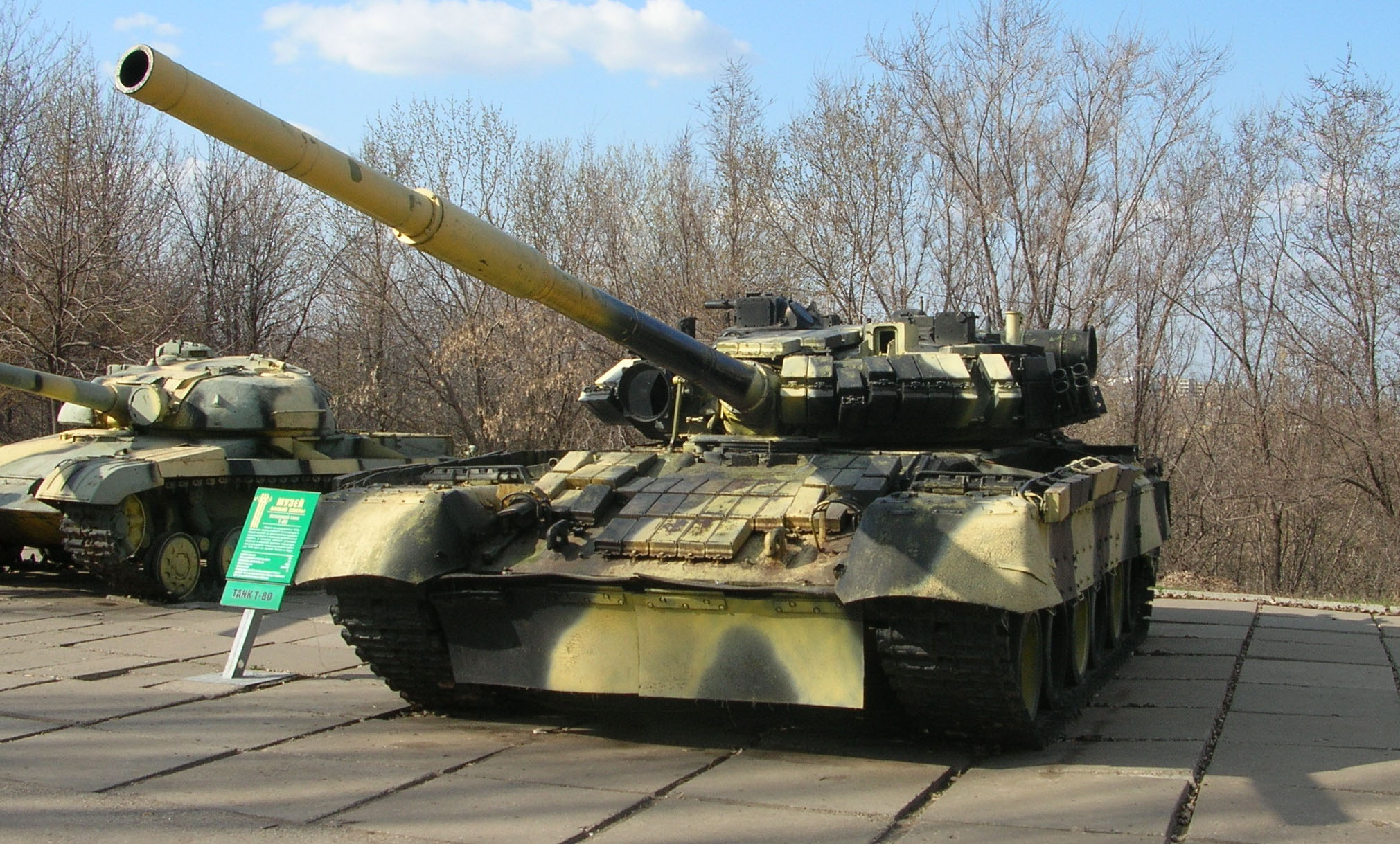
サラトフで展示されるT-80U

T-80U
Т-80У
基本型。
T-80UK
Т-80УК
ロシアで開発された指揮戦車型。TShU-1-7 シュトーラ1アクティブ防護システム、TNA-4-3ナビゲーションシステム、KV無線装置など新しいシステムを装備した。
T-80UE
Т-80УЭ
1999年にロシアで開発されたT-80UKの輸出型。TShU-1-7 シュトーラアクティブ防護システムが装備品から外された。ロシア連邦の輸出向け戦車の主力商品となった。
T-80UD ベリョーザ
Т-80УД «Берёза»
オブイェークト478Bと呼ばれた。愛称の「ベリョーザ」（«Берёза» ビリョーザ）はロシア語で「白樺」の意味。ウクライナ語では「ベレーザ」（«Береза» ベレーザ）白樺は女性の象徴でもある。整備維持コストと調達コストの低減を図るユーザー向けのモデルで、もともとはソ連向けに1985年に開発したT-80Uの派生型で、T-64中戦車用の対向ピストン型ディーゼルエンジン6TD（1,000馬力）を搭載。ウクライナ独立後は同国の主力戦車となる一方、輸出も試みられ320輌がパキスタンに輸出された。これらは、ウクライナ軍向けに製造された車両の新車転売、もしくはウクライナ軍で運用されていた車両の中古転売であると考えられているが、装備する爆発反応装甲は従来の「コンタークト1」ではなく「コンタークト5」が装備された。一部はT-84の砲塔を搭載したため、パキスタンに輸出された車両をT-84とする資料もあるが、製造元の設計局ではパキスタンに輸出した車両をすべてT-80UDとしている。
T-80UDK
Т-80УДК
T-80UDの指揮戦車型。
T-80U(M)
Т-80У(М)
オブイェークト219AS-Mと呼ばれた。火器管制装置が刷新された。
T-80UM-1 バールス
Т-80УМ-1 «Барс»
オブイェークト219AS-M1と呼ばれた。T-80Uの発展型。アリーナアクティブ防護システムを装備する原型車輌。オムスクでの兵器ショーでは常連だが、まだ販売には至っていない模様。愛称はロシア語で「雪豹」のこと。
T-80UM-2
Т-80УМ-2 «Барс»
ロシア連邦のオムスク戦車工場（Omsk Transmash）開発されたT-80Uの発展型。ドロースト2アクティブ防護システムを装備する原型車輌。1台だけが確認されており、2022年ロシアのウクライナ侵攻時にウクライナ軍によって破壊された本車の写真が公表されている（運用参照）。しばしば後述のオブイェークト640チョールヌィイ・オリョールと誤解される。
オブイェークト640 チョールヌィイ・オリョール

ロシア連邦のオムスク戦車工場（Omsk Transmash）で開発されたT-80UM系列の発展型試作戦車。1台だけが確認されている。アリーナアクティブ防護システムを装備する。車体を延長して転輪を片側7個に増加。砲塔後部にブローオフパネル付きのバスルを設けて弾薬庫とする西側戦車に近い設計となっている。主砲は自動装填装置付きの140mm（135mmという説もある）滑腔砲を装備する。砲塔部にはカクトゥス爆発反応装甲と新型照準システムなどを搭載した多くの新装備を含む車両である。デモンストレーション時の車両ではGTD-1250ガスタービンエンジンを搭載していた。2010年に主に予算上の問題で開発の中止が決定した。
T-84
Т-84

ウクライナが開発したT-80UDの発展型。

## 派生型
BREM-80U
БРЭМ-80У
T-80Uの車体を流用して開発された装甲回収車。18トンクレーンと35トンウインチを搭載している。
BREM-84
БРЕМ-84

ウクライナで開発された装甲回収車。T-84の派生型とされているが、実質的にはT-80UDから開発されている。